# Travolta Kids
Travolta Kids var ett punkband under den stora 77-punksvågen i Sverige. Det bildades 1977 i Åkersberga.
Idag gör medlemmarna helt andra saker, till exempel är Petter Nilsson advokat. Hans storebror Johan har också varit advokat och är nu chefsjurist på Peab. Kai Smedfors är elektriker. Johan Hedenström arbetar som fotograf och djungelguide i Brasilien och Christer Hellman äger en nattklubb i Oslo, men spelar ibland trummor med Lustans Lakejer. Claes försvann.
Hellman spelade med Lustans Lakejer även på 80-talet. Nilsson, Hederström, Smedfors och Hellman gjorde en singel på Stranded Rekords som Gigolos ihop med en tidigare trummis i Lustans Lakejer, surfaren Harry Bergman, med låtarna "Jag vill va i Moskva" och "Surfa på". 
Kai Smedfors spelar numera med ett finskt coverband.  

## Medlemmar
- Petter Nilsson (sång)
- Christer Hellman (trummor)
- Johan Nilsson (gitarr)
- Kai Smedfors (elbas)
- Claes Nilsson (orgel)
- Johan Hedenström (gitarr)

På samlingsskivan Bakverk 80 fick bandet hjälp av Lustans Lakejer-medlemmarna Peter Bergstrand på bas och Johan Kinde på kör. Ebba Högström spelade sax.

## Diskografi
- 1979 - Bakverk 80 (LP tillsammans med KSMB och Incest Brothers)
- 1979 - Veckans brott (EP)
- 1980 - Det känns okej (EP)
- 1980 - Travolta Kids (LP)